# Creepypasta

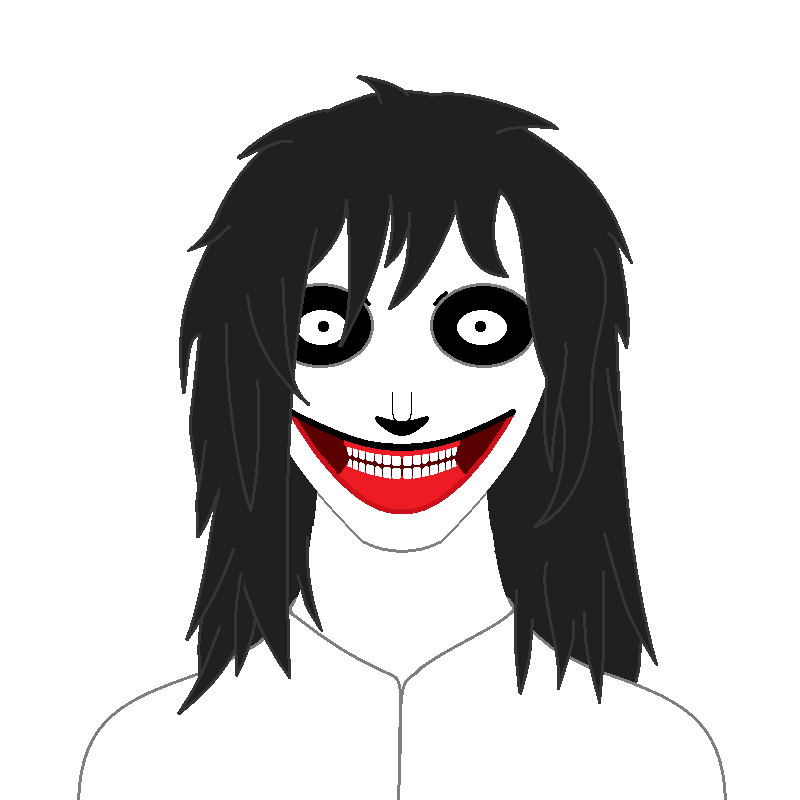
Jeff the Killer

Creepypasta són històries o llegendes que circulen per Internet i que normalment algú s'inventa, encara que n'hi ha algunes que estan basades en fets reals. Normalment, la forma en què es conten les creepypastes fa que la persona que les llegeix les recreï a la seva ment. Tenen la seva pròpia història, narrades de diferents maneres cadascuna. El terme en català és directament la paraula anglesa de la que prové. Aquesta és una contracció derivada de creepy ('horripilant') i pasta, al seu torn derivada de copy/paste ('retallar/enganxar') i que inicialment forma part del terme copypaste, que fa referència a un text existent (en un blog o un post) fàcil de ser copiat a una altra banda. Sovint són trol els que ho fan, amb la intenció de boicotejar-lo. Algunes creepypastes conegudes poden ser: Slender Man, Jeff the Killer o Laughing Jack.